# Пинъюй
Пинъю́й (кит. упр. 平舆, пиньинь Píngyú) — уезд городского округа Чжумадянь провинции Хэнань (КНР). Название означает «Спокойная повозка» и связано с рассказом о поездке матери чжоуского Вэнь-вана к родителям.

## История
В начале эпохи Чжоу внук чжоуского У-гуна получил удел в этих местах, в результате чего начало развиваться царство Шэньцзы (沈子国). В 506 году до н. э. оно было аннексировано царством Цай (蔡国), царство Цай было поглощено царством Чу, а царство Чу в III веке до н. э. пало под ударами царства Цинь.
При империи Цинь был создан уезд Пинъюй. В эпоху Южных и Северных династий он был расформирован, а при империи Суй в 606 году создан вновь. При империи Тан в 627 году он был присоединён к уезду Синьцай, но в 691 году воссоздан. После монгольского завоевания уезд Пинъюй был присоединён к уезду Жунань.
В 1949 году был создан Специальный район Синьян (信阳专区), и эти земли вошёл в его состав. В 1951 году из уезда Жунань был выделен уезд Пинъюй. В 1965 году из Специального района Синьян был выделен Специальный район Чжумадянь (驻马店专区). В 1969 году Специальный район Чжумадянь был переименован в Округ Чжумадянь (驻马店地区).
Постановлением Госсовета КНР от 8 июня 2000 года были расформированы округ Чжумадянь и городской уезд Чжумадянь, и образован городской округ Чжумадянь.

## Административное деление
Уезд делится на 3 уличных комитета, 11 посёлков и 5 волостей.